# Vrhovlje pri Kojskem
Vrhovlje pri Kojskem je naselje v Občini Brda.